# Teoría de Einstein-Cartan
En 1922 Élie Cartan conjeturó que la relatividad general debe ser extendida incluyendo la torsión afín, que permite un tensor de Ricci asimétrico. La extensión de la geometría de Riemann para incluir torsión afín ahora se conoce como geometría de Riemann-Cartan. Una geometría de Riemann-Cartan se determina unívocamente por:
1. una elección del campo tensorial métrico (que especifica todas las longitudes de los vectores y los ángulos entre los vectores),
2. un campo de torsión afín, y
3. el requisito de que las longitudes y los ángulos se preserven por traslación paralela (como en la geometría de Riemann donde la torsión es cero).

Una geometría de Riemann es una geometría de Riemann-Cartan con la torsión cero, así que es determinada unívocamente por un tensor métrico.
Como la teoría principal de la física clásica, la relatividad general tiene un defecto conocido: no puede describir adecuadamente el intercambio entre el momento angular intrínseco (espín) y el momento angular orbital. El problema arraiga en los fundamentos de la relatividad general. La relatividad general se basa en la geometría de Riemann, en la cual el tensor de curvatura de Ricci Rij debe ser simétrico en i y j (es decir, Rij = Rji). En relatividad general, Rij modela las fuerzas gravitacionales locales, y su simetría fuerza al tensor de momento (usamos P y dejamos T para torsión): Pij a ser simétrico, de modo que la relatividad general no puede acomodar la ecuación general de la conservación del momento angular: divergencia de la corriente de espín ½(Pij - Pji) = 0. 
Una interpretación geométrica de la torsión afín viene de la mecánica del continuo en materiales sólidos. La torsión afín es la aproximación continua a la densidad de dislocaciones que se estudian en metalurgia y cristalografía. Las clases más simples de dislocaciones en cristales reales son:
- las dislocaciones de borde (formadas agregando un semiplano adicional de átomos a un cristal perfecto, así que se consigue un defecto en la estructura cristalina regular a lo largo de la línea donde el semiplano adicional termina), y
- las dislocaciones de "tornillo" (formadas insertando "una rampa de garaje de estacionamiento" que amplía los bordes del garaje en una estructura, que de otra manera sería perfectamente apilada).

Se puede pensar en una geometría de Riemann-Cartan como unívocamente determinada por las longitudes y los ángulos de vectores y la densidad de dislocaciones en la estructura afín del espacio. 
La relatividad general fijó la torsión afín en cero, porque no parecía necesaria para proporcionar un modelo de la gravitación (con un conjunto consistente de ecuaciones que condujo a un problema bien-definido del valor inicial).

## La derivación de las ecuaciones de campo de la teoría de Einstein-Cartan
La relatividad general y la teoría de Einstein-Cartan ambas utilizan la curvatura escalar como lagrangiano. La relatividad general obtiene sus ecuaciones del campo variando la integral de acción (integral del lagrangiano sobre el espacio-tiempo) con respecto al tensor métrico {\displaystyle {g_{ij}}^{}}. El resultado son las famosas ecuaciones de Einstein:
{\displaystyle R_{ij}-{\frac {1}{2}}g_{ij}R={\frac {8\pi G}{c^{4}}}P_{ij}}
donde 
- {\displaystyle {R_{ij}}^{}} es el tensor de curvatura de Ricci (una contracción del tensor pleno de curvatura de Riemann que tiene cuatro índices: {\displaystyle {R^{k}}_{ikj}}) (se sigue la convención de Einstein: un índice repetido superior (indica contravariante) y un inferior (indica covariante) involucran una sumatoria sobre ese índice.)
- {\displaystyle {g_{ij}}^{}} es el tensor métrico (no degenerado, simétrico),
- {\displaystyle {R_{}}^{}} es la curvatura escalar: {\displaystyle {R_{}}^{}=R_{ij}g^{ij}}
- {\displaystyle {P_{ij}}^{}} es el tensor de energía-momento
- {\displaystyle {G_{}}^{}} es la Constante gravitatoria universal de Newton y {\displaystyle {c_{}}^{}} es la velocidad de la luz.

La "segunda identidad de Bianchi contraída" de la geometría de Riemann se convierte, en relatividad general, en div(P)=0, que hace la conservación de la energía y del momento equivalente a una identidad de la geometría de Riemann. 
Una pregunta básica en formular la teoría de Einstein-Cartan es qué variables en la acción deben variar para conseguir las ecuaciones del campo. Se puede variar el tensor métrico {\displaystyle {g_{ij}}^{}} y el tensor de torsión, {\displaystyle {T_{ij}}^{k}}. Sin embargo, esto hace las ecuaciones de la teoría de Einstein-Cartan más sucias que lo necesario y disfraza el contenido geométrico de la teoría. La intuición clave es dejar que el grupo de simetría de la teoría de Einstein-Cartan sea el grupo no homogéneo de rotación (que incluye traslaciones en espacio y tiempo). La simetría rotatoria no homogénea está rota por el hecho de que el punto cero en cada fibra tangente sigue siendo un punto privilegiado, según lo es en la geometría ordinaria de Riemann basada en el grupo homogéneo de rotación. Variamos la acción con respecto a los coeficientes de la conexión afín asociados a las simetrías de translación y rotación. Un enfoque similar en relatividad general es llamado "variación de Palatini", en el cual se varía la acción con respecto a los coeficientes rotatorios de la conexión en vez de la métrica; la relatividad general no tiene ningún coeficiente de translación en la conexión. 
Las ecuaciones del campo resultantes de la teoría de Einstein-Cartan son:
{\displaystyle R_{ak}-{\frac {1}{2}}g_{ak}R={\frac {8\pi G}{c^{4}}}P_{ak}}
{\displaystyle {S_{ab}}^{k}={\frac {8\pi G}{c^{4}}}{\sigma _{ab}}^{k}}
donde 
- {\displaystyle {\sigma _{ab}}^{k}} es el tensor de espín de toda la materia y radiación
- {\displaystyle {S_{ab}}^{k}} es el tensor de torsión modificado: {\displaystyle {S_{ab}}^{k}={T_{ab}}^{k}+{g_{a}}^{k}{T_{bm}}^{m}-{g_{b}}^{k}{T_{am}}^{m}}

- {\displaystyle {T_{ab}}^{k}} es el tensor de torsión afín.

La primera ecuación es igual que en relatividad general, excepto que la torsión afín está incluida en todos los términos de la curvatura, así que {\displaystyle {P_{ak}}^{}} no necesita ser simétrico. 
La segunda identidad de Bianchi contraída de la geometría de Riemann-Cartan se convierte, en la teoría de Einstein-Cartan, en
- div(P) = algunos términos muy pequeños que son productos de la curvatura y la torsión,

- div(σ) = - parte antisimétrica de PLa conservación del momento es alterado por los productos de la fuerza del campo y de la densidad gravitacional de espín. Estos términos son extremadamente pequeños bajo condiciones normales, y parecen razonables puesto que el campo gravitacional en sí mismo lleva energía. La segunda ecuación es la conservación del momento angular, en una forma que acomoda el acoplamiento espín-órbita.

## Las intuiciones geométricas de la teoría de Einstein-Cartan

### Primera intuición geométrica
El espín (momento angular intrínseco) consiste en dislocaciones en la tela del espacio-tiempo. Para los fermiones ordinarios (partículas con espín semientero tales como protones, neutrones y electrones), éstas son dislocaciones de tornillo (rampas de garaje de estacionamiento) con la dirección del tornillo de tipo tiempo. Es decir, para una partícula con espín en la dirección de +z, atravesando un lazo de tipo espacio en el plano x-y alrededor de la partícula la traslada paralela al pasado o al futuro en una cantidad pequeña.

### Tercera intuición geométrica
En la teoría de Einstein-Cartan, se debe distinguir entre los índices tensoriales que representan las corrientes conservadas (como el momento y el espín) y los índices que representa cajas del espacio-tiempo (a través de los cuales los flujos de las corrientes se miden). Esto es similar a otras teorías de gauge, como el electromagnetismo y la teoría de Yang-Mills, donde nunca se confundirían los índices del espacio-tiempo que representan las cajas del flujo con los índices de la fibra que representan las corrientes conservadas. 
La escritura de la teoría de Einstein-Cartan en la forma más simple requiere distinguir dos clases de índices tensoriales: 
1. direcciones en el "espacio fibrado" de Minkowski idealizado en cada punto del espacio-tiempo (el espacio de los vectores tangente).
2. las tangentes a la variedad del espacio-tiempo que describen las cajas de flujo, y

estos dos tipos de índices tienen dos roles en la teoría. 
1. Las corrientes conservadas son representadas por índices de fibra.
2. Todos los índices de derivada en la teoría de Einstein-Cartan son índices del espacio-tiempo. Además, las derivadas son todas derivadas exteriores, que miden flujos de corrientes a través de las cajas del espacio-tiempo (o divergencias, que son derivadas exteriores disfrazadas "dual de Hodge"). Los índices de derivadas son índices del espacio-tiempo, al igual que todos los índices con los cuales son antisimetrizadas las derivadas exteriores (o los índices con los cuales los índices de derivadas se contraen en el caso de divergencias).

Por ejemplo, en las ecuaciones del campo de la teoría de Einstein-Cartan indicadas arriba, se debe interpretar los índices a, b como índices de fibra y los índices i, j como índices de espacio de base. El tensor de momento Pak describe el flujo del a-momento a través de la caja de flujo normal a la k-dirección en el espacio-tiempo, y el tensor de espín σabk describe el flujo del momento angular en el plano axb a través de la caja de flujo normal a la k-dirección en el espacio-tiempo. 
Antes de que la distinción entre estos tipos de índices llegara a estar clara, los investigadores variaban la acción con respecto a la métrica para conseguir lo que llamaron el "tensor de momento" (el 'incorrecto') y también a veces variaron con respecto a los coeficientes de translación de la conexión y consiguieron un tensor de momento distinto (el 'correcto') y no sabían cuál era el tensor de momento real. Las ecuaciones de la teoría tenían muchos términos innecesarios porque no se distinguía entre los índices del espacio base y del espacio fibra.

### Cuarta intuición geométrica
La teoría de Einstein-Cartan es sobre defectos en la estructura afín del espacio-tiempo (tipo euclidiano pero curvado); no es una teoría métrica de la gravitación. 
La torsión afín es un modelo continuo de la densidad de dislocación. El tensor rotatorio (o de Riemann) pleno, 
Rabij de curvatura también tiene una interpretación como densidad de defectos en la mecánica del continuo. Es el modelo continuo de una densidad de "defectos de disclinación." Una disclinación resulta cuando se hace un corte en un continuo (se hace un corte radial del borde al centro de un disco de caucho) y se inserta (o suprime) una cuña angular del material, de modo que la suma de los ángulos que rodean al punto final del corte sea más (o menos) que 2π radianes. De hecho, este procedimiento puede convertir un disco plano en un tazón de fuente al hacer muchos cortes radiales pequeños del borde con longitudes que varían camino al centro, suprimir las cuñas del material de la anchura angular apropiada, y coser encima de los cortes. 
El papel central de los defectos afines explica por qué la manera limpia de hacer la teoría de Einstein-Cartan es variar los coeficientes de translación y rotatorios de la conexión (no la métrica) y distinguir entre los índices del espacio base y de la fibra. Los coeficientes de la conexión están siguiendo los defectos de la dislocación y de la disclinación en la estructura afín del espacio-tiempo. Es como si el espacio-tiempo estuviera compuesto de muchos microcristales del espacio perfectamente plano de Minkowski, y estos micro-pedazos perfectos se ligan junto con defectos como dislocaciones y disclinaciones. El papel central de los coeficientes de translación y rotatorios de la conexión como variables del campo se reconoce en esfuerzos modernos de cuantificar la relatividad general bajo el nombre de "variables de Ashtekar". Las variables de Ashtekar son esencialmente los coeficientes de translación y rotatorios de la conexión, trabajados convenientemente en una formulación hamiltoniana de la relatividad general.

### Relatividad general más materia con espín implica la teoría de Einstein-Cartan
Por décadas, se pensó que la teoría de Einstein-Cartan estaba basada en una asunción independiente para incluir la torsión afín. Puesto que el efecto de la torsión es demasiado pequeño para medirlo empíricamente hasta ahora, la teoría de Einstein-Cartan era considerada una de las muchas extensiones especulativas de la relatividad general (y, en gran parte, no se le hizo caso). Se ha demostrado que la relatividad general más un fluido de muchos agujeros negros minúsculos que rotan generan torsión afín y esencialmente las ecuaciones de la teoría de Einstein-Cartan. La "prueba" utiliza una solución estándar de agujero negro de Kerr-Newman que rota de la relatividad general. Computa la traslación diferente a cero tipo tiempo que ocurre cuando se paralelo-traslada un marco afín (siguiendo la traslación así como la rotación) alrededor de un lazo ecuatorial cerca del agujero negro. La palabra "prueba" aparece en comillas porque, mientras que es intuitivamente obligatorio que esto implica la teoría de Einstein-Cartan, la prueba de la convergencia de las ecuaciones de la teoría de Einstein-Cartan todavía no se ha hecho.
- Datos: Q1067602